# Anteromorpha ancilla
Anteromorpha ancilla är en stekelart som beskrevs av Mikhail Vasilievich Kozlov och Lê 2000. Anteromorpha ancilla ingår i släktet Anteromorpha och familjen Scelionidae. Inga underarter finns listade i Catalogue of Life.